# 東谷寺
東谷寺位於四川省甘孜縣，文物遺址年代判定為明代。2004年增補為第六批四川省文物保護單位。